# Fundació SETBA
La Fundació SETBA és una entitat sense ànim de lucre constituïda el 2009 per Dario Olaortua Rumeu amb l'objectiu de contribuir a la transformació social a través de la cultura de la mà d'artistes professionals. L'entitat treballa amb col·lectius en risc d'exclusió social i promou la cohesió i la inclusió mitjançant projectes artístics i culturals.

## Història
La fundació es va establir a la Plaça Reial, número 10, de Barcelona, en un pis amb set balcons (d'on prové el seu nom: Set Ba). Aquest habitatge va ser la residència de l'artista José Pérez Ocaña, i posteriorment va ser adquirit per Lluís Llach, que el va reformar íntegrament. El 2007, l'espai es va convertir en una galeria d'art, un espai d'exposicions successor de la Galeria Joan de Serrallonga, oberta el 1976 a l'antic Hostal de Girona (Mercaders, 15).
El 24 de febrer de 2018, la fundació va tancar l'espai obert al públic per centrar-se exclusivament en la creació i desenvolupament de projectes culturals per a col·lectius en situació de vulnerabilitat.

### Projectes inicials
Del 2010 al 2017, la fundació creà SETBA Jove, una convocatòria per a joves artistes amb l'objectiu de donar-los oportunitats per a què mostrin les seves obres, en molts casos per primera vegada, en una galeria d'art. Els artistes participants ho fan amb diferents disciplines: arts escèniques, escultura, fotografia, il·lustració, instal·lació, pintura i videoart.
En paral·lel, va començar amb la creació de projectes culturals per a col·lectius en risc d'exclusió social, com el Premi Setba (2010), un certamen de pintura per a artistes amb discapacitat intel·lectual; Natura és cultura (2011) un projecte de respir artístic per a persones amb problemes de salut mentalt; Descobrint el monstre (2013 - 2016), en atenció a dones que han patit violència masclista i el projecte La memòria de la Plaça (2012 - 2018), dedicat a recuperar la memòria oral de les persones del districte de Ciutat Vella.
El 2017, el president de la fundació, Darío Olaortua, es mudà a Santiago de Chile, on impulsa la creació d'una filial, la Fundación SETBA Chile, a la comuna de Las Condes.

## Projectes vigents
Actualment, s'hi desenvolupen els següents projectes: 
- Premi Setba (2010): Un certamen artístic destinat a persones amb discapacitat intel·lectual que promou el reconeixement del seu talent i la seva inclusió en el circuit artístic professional.
- Natura és Cultura (2012): Un programa d’art i natura adreçat a persones amb trastorns de salut mental, amb activitats de creació artística i estades en entorns naturals per millorar el benestar emocional. Durant aquests anys ha estat dirigit per Sharon Kallis, Marina Verdalet, Roser Oduber, Quim Moya, Josep Mª Codina, Josep Serra, Maria Ribera, Leo Castro i Enric Fàbregas.
- Traspassant Murs (2018): Un projecte d’art comunitari que transforma els murs dels centres educatius de justícia juvenil per fomentar l’empoderament. Durant aquests anys ha estat dirigit pels artistes Marcel·lí Antúnez, Zosen Bandido, Rice i Tope. Des del 2024, el projecte es duu a terme al Centre Penitenciari de Joves amb la direcció de Tope.
- Traspassant l’Objectiu (2020): Un projecte fotogràfic per a dones internes en centres penitenciaris, amb l’objectiu d’afavorir la seva rehabilitació i visibilitzar la seva realitat a través de la imatge. Durant aquests anys el projecte ha comptat amb la direcció de Marta Fàbregas i la col·laboració de les fotògrafes Sandra Balsells, Tanit Plana, Laura Gálvez-Rhein, Iolanda Sebé, Lurdes R. Basolí i Laia Abril.
- Magistrals (2020): Un projecte de formació artística per a entitats del sector de la discapacitat intel·lectual. Ha estat dirigit per diversos artistes i il·lustradors com Jaime Súnico, Laura Klamburg, Marta Fàbregas, Paula Leiva i Meritxell Duran.